# Heinrich Berghaus
Heinrich Karl Wilhelm Berghaus (Kleve, 3 maggio 1797 – Stettino, 17 febbraio 1884) è stato un cartografo e geografo tedesco.

## Biografia
Berghaus nacque a Kleve. Ebbe una formazione come geometra e successivamente fece il volontariato dell'esercito sotto il generale Tauentzien nel 1813. Studiò in una scuola geografica a Potsdam in compagnia di Heinrich Lange, August Petermann e altri , e da molto tempo fu la professore di matematica applicata presso la Bauakademie. Morì a Stettino (Szczecin) il 17 febbraio 1884.

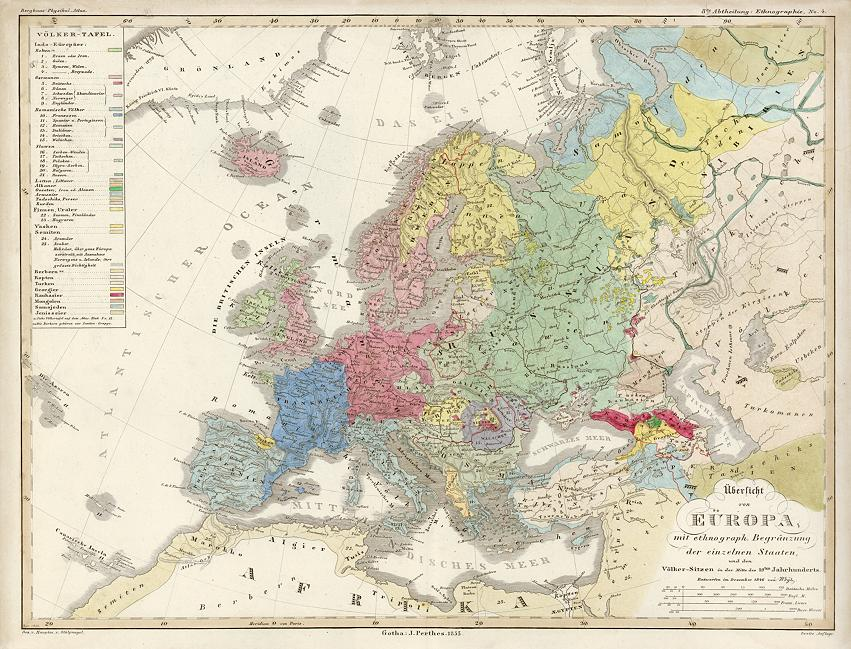
Uberlicht von Europa mit Ethnograph (Cartografia etnografica d'Europa) pubblicata da Heinrich Berghaus, nel Physikalischer Atlas, Gotha, 1855.

Berghaus è particolarmente noto per il suo lavoro cartografico. Il suo successo più grande fu il Physikalischer Atlas (Gotha, 1838-1848) di cui gli diede una mano suo nipote Hermann Berghaus (1828-1890). Si prevedeva di pubblicare anche questo atlante in Gran Bretagna, insieme a Alexander Keith Johnston, ma in seguito fu pubblicato in una forma diversa, dallo stesso Johnston. Berghaus fece una ristampa del grande Handatlas (originariamente prodotto da Adolf Stieler nel 1817-1823, vedi: Atlante Stieler).
Le opere scritte da Berghaus erano numerose e importanti, tra cui Allgemeine Länder- und Völkerkunde (Stoccarda, 1837–1840), Grundriss der Geographie in fünf Büchern (Berlino, 1842), Die Völker des Erdballs (Lipsia, 1845–1847), Was man von der Erde weiß (Berlin, 1856–1860), e varie grandi opere sulla Germania. Nel 1863 ha pubblicato Briefwechsel mit Alexander von Humboldt (Lipsia).
Nel 1851 divenne membro estero della Royal Netherlands Academy of Arts and Sciences.

## Opere

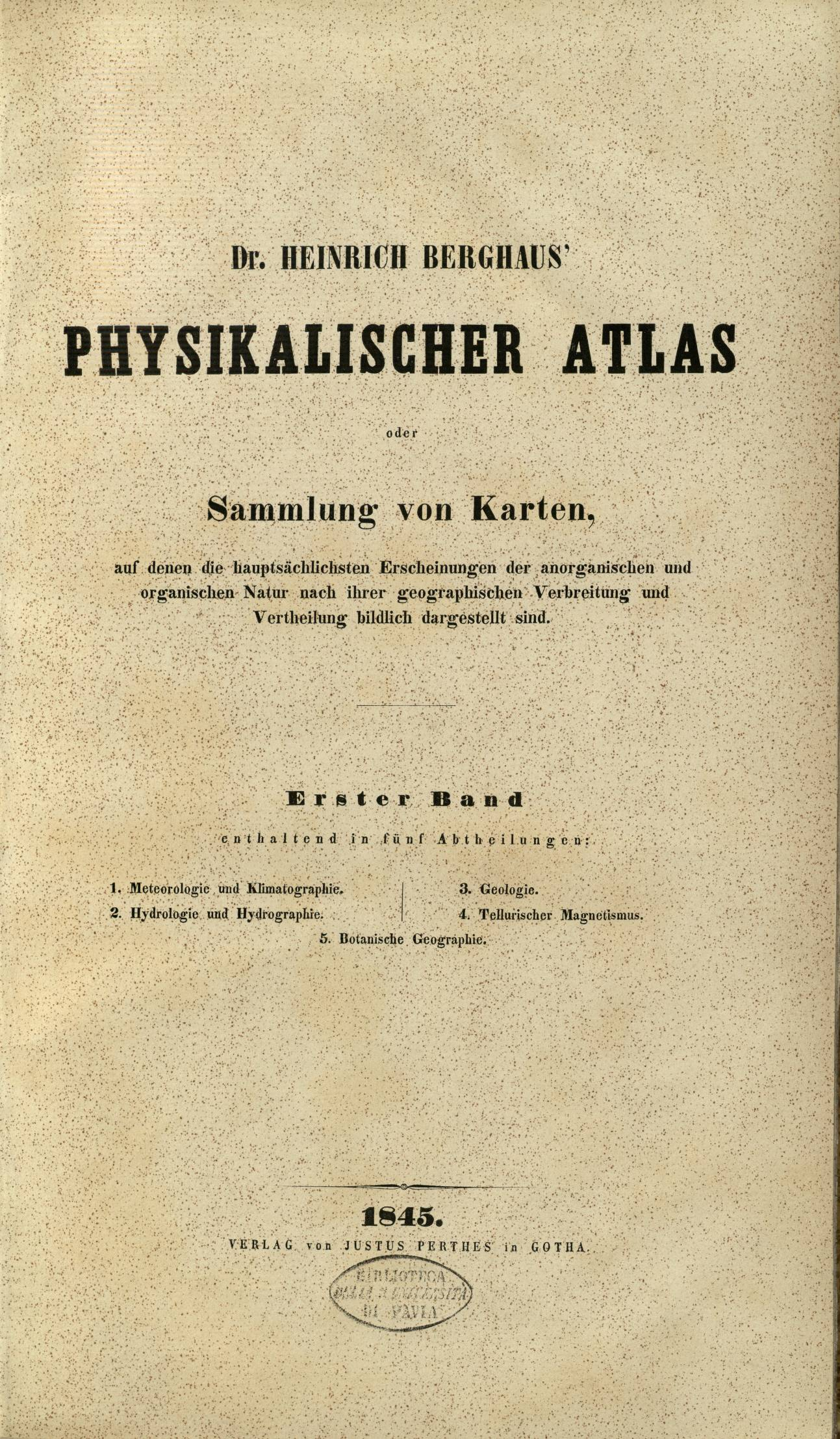
Physikalischer Atlas, 1845

- Allgemeine Länder- und Völkerkunde, Stuttgart 1837–40, 5 volumi.
- Grundriß der Geographie in fünf Büchern, Berlin 1842 online
- (DE) Physikalischer Atlas, Gotha, Perthes, 1845.
  - (DE) Physikalischer Atlas, Gotha, Perthes, 1848.
- Die Völker des Erdballs (Leipzig 1845–47, 2 volumi; nuova edizione 1862)
- Die Grundlinien der Ethnographie (Stuttgart 1850, 2ª edizione, 1856)
- Landbuch der Mark Brandenburg und des Markgraftums Niederlausitz (Brandenburg 1853–56, 3 volumi)
  - Vol. 1, VI + 684 pag., 1854, online,
  - Vol.  2, IX + 650 pag., 1855, online,
  - Vol. 3, VI + 783 pag., 1856, online + CVIII pag. Register + Corrigenda.
- Was man von der Erde weiß (Berlin 1856–1860, 4 volumi)
- Deutschland seit hundert Jahren - Geschichte der Gebiets-Einteilung und der politischen Verfassung des Vaterlandes (Leipzig 1859–62, 5 volumi)
  - Part I: Deutschland vor hundert Jahren
    - Vol. 1: Leipzig 1859, 448 pag., online.
    - Vol 2: Leipzig 1860, 440 pag., online.

  - Part II: Deutschland vor fünfzig Jahren
    - Vol. 1: Zustände vom baierschen Erbfolge-Streit, 1778, bis zum Reichsdeputations-Receß, 1803. Leipzig 1861, VI + 406 pag.. online
    - Vol. 2: (Entwicklungen von 1803 bis 1809). Leipzig 1861, IV + 412 pag., online
    - Vol. 3: (Entwicklungen von 1809 bis 1813). Leipzig 1862, IV + 426 pag., online.
- Wallfahrt durch's Leben ... (Berghaus' autobiografische Erinnerungen) Leipzig, 1862 (vol. 1 + 2) online, (Vol. 3 - 289 pag.) online, (Vol. 4 - 236 pag.) online, (Vol. 5 - 269 pag.) online, (Vol. 6 - 228 pag.) online, (Vol. 7 - 245 pag.) online, (Vol. 8 - 230 pag.) online, (Vol. 9 - 256 pag.) online.
- Briefwechsel mit Alexander von Humboldt, 3 volumi (Leipzig 1863)
- Blücher als Mitglied der Pommerschen Ritterschaft 1777-1817 und beim Preußischen Heere am Rhein 1794. Anklam 1863, online
- Landbuch des Herzogtums Pommern - Schilderung der Zustände dieser Lande in der zweiten Hälfte des 19. Jahrhunderts (Anklam 1862–1868, 13 volumi), comprendenti:
  - Part II: Landbuch des Herzogtums Stettin, von Kammin und Hinterpommern; oder des Verwaltungsbezirks der Königlichen Regierung zu Stettin.
    - Vol. 1: Kreise Demmin, Anklam, Usedom-Wollin und Ueckermünde. Anklam 1865,  1094 pag., online.
    - Vol. 2: Randowscher Kreis und Allgemeines über die Kreise auf dem linken Oder-Ufer, Anklam 1865, online.
    - Vol. 3: Kreise Greifenhagen und Pyritz, Anklam 1868, online.
    - Vol.  4: Saatziger Kreis, insbesondere Stadt Stargard, Anklam 1867,  online.

  - Part III: Landbuch des Herzogtums Kaschubien und der einverleibten Kreise der Neumark; oder des Verwaltungs-Bezirks der Königlichen Regierung zu Köslin westlicher Teil.
    - Vol. 1: Kreise Fürstentum Kammin und Belgard. Anklam 1867, online

  - Part IV: Landbuch von Neu-Vorpommern und der Insel Rügen, oder des Verwaltungs-Bezirks der Königlichen Regierung zu Stralsund.
    - Vol. 2 Greifswalder Kreis, Anklam 1868,  1232 pag., online.
- Geschichte der Stadt Stettin, der Hauptstadt von Pommern - Topographisch-statistisch beschrieben nach allen Richtungen ihres politischen, bürgerlichen, merkantilischen und kirchlichen Lebens (Berlin/Wriezen 1875–76, 2 volumi)
  - Vol. 1, 1102 pag.
  - Vol 2, 1115 pag.

- Asia, Sammlung von Denkschriften in Beziehung auf die Geo- und Hydrographie dieses Erdtheils; zur Erklärung und Erläuterung seines Karten-Atlas zusammengetragen 1835.[2] Map of Syria (No. 5 of Berghaus' Atlas of Asia): Karte von Syrien, den Manen Jacotin's und Burckhardt's gewidmet at the National Library of Israel.